# 比森特·洛佩斯-普拉内斯
亚历杭德罗·比森特·洛佩斯-普拉內斯（西班牙語：Alejandro Vicente López y Planes；1785年5月3日—1856年10月10日），出生於布宜諾斯艾利斯，是阿根廷國歌的作詞者，亦於1827年短暫擔任阿根廷總統。